# Liste der Geotope im Landkreis Landsberg am Lech
Diese Liste enthält die Geotope des Oberbayerischen Landkreises Landsberg am Lech in Bayern.
Die Liste enthält die amtlichen Bezeichnungen für Namen und Nummern des Bayerischen Landesamt für Umwelt (LfU) sowie deren geographische Lage. Diese Liste ist möglicherweise unvollständig. Im Geotopkataster Bayern sind etwa 3.400 Geotope (Stand März 2020) erfasst. Das LfU sieht einige Geotope nicht für die Veröffentlichung im Internet geeignet. Einige Objekte sind zum Beispiel nicht gefahrlos zugänglich oder dürfen aus anderen Gründen nur eingeschränkt betreten werden.
| Name                                                | Bild           | Geotop ID | Gemeinde / Lage             | Geologische Raumeinheit        | Beschreibung | Fläche m² / Ausdehnung m | Geologie                                                                               | Aufschlussart                  | Wert               | Schutzstatus                                             | Bemerkung |
| --------------------------------------------------- | -------------- | --------- | --------------------------- | ------------------------------ | --- | ------------------------ | -------------------------------------------------------------------------------------- | ------------------------------ | ------------------ | -------------------------------------------------------- | --------- |
| Kalktuffwand in Dießen                              |                | 181A002   | Dießen am Ammersee Position | Isar-Loisach-Jungmoränenregion | Die Kalktuffwand ist teilweise verwachsen und dient als Hausfundament. Der Kalktuff wurde früher abgebaut. | 180 30 × 6               | Typ: Gesteinsart, Sinterbildung Art: Kalktuff                                          | Steinbruch                     | bedeutend          | kein Schutzgebiet                                        |           |
| Interglaziale Kalksinterbildungen E von Hurlach     |                | 181A004   | Hurlach Position            | Iller-Lech-Region              | In dem Profil sind vielfältige Quellkalke ausgebildet mit einer artenarmen aber individuenreichen Molluskenfauna. Sie unterscheiden sich von den häufigen postglazialen Kalksinterbildungen im Alpenvorland durch ihr interglaziales Alter. Sie wurden freigelegt durch die jüngste Tiefenerosion am Prallhang des Lech.                                                      | 200 200 × 1              | Typ: Sinterbildung, Tierische Fossilien, Pflanzliche Fossilien Art: Kalktuff, Schotter | Prallhang/Flussbett/Bachprofil | besonders wertvoll | Landschaftsschutzgebiet, FFH-Gebiet                      |           |
| Lechprallhang NE von Mundraching                    |                | 181A005   | Vilgertshofen Position      | Iller-Lech-Region              | An dem eindrucksvollen Lech-Prallhang kommt es immer wieder zu großen Rutschungen, in denen die Obere Süßwassermolasse und die überlagernden Deckenschotter aufgeschlossen sind. | 10000 200 × 50           | Typ: Schichtfolge, Prallhang Art: Mergelstein, Schotter                                | Prallhang/Flussbett/Bachprofil | bedeutend          | Landschaftsschutzgebiet, FFH-Gebiet, Vogelschutzgebiet   |           |
| Toteiskessel NW von Memming                         | weitere Bilder | 181R001   | Hofstetten Position         | Isar-Loisach-Jungmoränenregion | Die große wannenartige Senke hat teils steile, teils flache Ränder bis etwa 8 m Höhe. Kleinere Kuppen und Senken gliedern die Wanne. Im tiefsten liegt ein Teich, der möglicherweise künstlich vertieft wurde. | 5000 100 × 50            | Typ: Toteisloch, End-(Wall-)Moräne Art: Moräne                                         | kein Aufschluss                | bedeutend          | kein Schutzgebiet                                        |           |
| Toteiskessel Sandbergweiher SW von Dießen           | weitere Bilder | 181R002   | Dießen am Ammersee Position | Isar-Loisach-Jungmoränenregion | Der Toteiskessel liegt in der Wallmoräne des inneren Endmoränenzuges. Der Rand des Weihers wurde künstlich erhöht. | 4000 80 × 50             | Typ: Toteisloch, End-(Wall-)Moräne Art: Moräne                                         | kein Aufschluss                | bedeutend          | Landschaftsbestandteil, FFH-Gebiet                       |           |
| Erratischer Block in Thaining                       | weitere Bilder | 181R003   | Thaining Position           | Isar-Loisach-Jungmoränenregion | Der Findling aus grobkörnigem (Molasse-)Sandstein liegt am Vorplatz der Kirche. Er zeigt typische Bruchstrukturen sowie Kritzung und Schliff. | 3 2 × 2                  | Typ: Findling Art: Sandstein                                                           | Block                          | geringwertig       | kein Schutzgebiet                                        |           |
| Toteisloch SE von Ramsach                           | weitere Bilder | 181R004   | Penzing Position            | Isar-Loisach-Jungmoränenregion | Der Toteiskessel liegt zwischen Ramsacher und Schöffeldinger Endmoräne. Er ist nur noch undeutlich auszumachen, da er flach und verlandet ist. | 30000 200 × 150          | Typ: Toteisloch Art: Moräne                                                            | kein Aufschluss                | bedeutend          | Naturdenkmal                                             |           |
| Moränensee NW von Unterfinning                      | weitere Bilder | 181R006   | Finning Position            | Isar-Loisach-Jungmoränenregion | Das verlandete Seebecken ist von steilen Rändern umgeben. Nach Schäfer handelt es sich um einen Moränensee. | 37500 250 × 150          | Typ: Endmoränensee Art: Moräne                                                         | kein Aufschluss                | bedeutend          | Naturdenkmal                                             |           |
| Toteisloch Egelsee E von Hagenheim                  | weitere Bilder | 181R007   | Hofstetten Position         | Isar-Loisach-Jungmoränenregion | In dem großen, wannenförmigen Toteisloch steht in feuchten Jahren das Grundwasser an (es wird dann als Badeteich genutzt). Die Ränder sind bis etwa 8 m hoch, teils steil, teils flach. Von Süden her ragt ein breiter Kame fingerförmig in das Toteisloch. | 60000 300 × 200          | Typ: Toteisloch Art: Moräne                                                            | kein Aufschluss                | bedeutend          | Naturdenkmal                                             |           |
| Endmoräne Vogelberg N von Geltendorf                |                | 181R008   | Geltendorf Position         | Isar-Loisach-Jungmoränenregion | Die äußere Würm-Endmoräne ist nur noch in Resten erhalten, dort jedoch in ihrer typischen Form mit flachem Nord- und steilerem Südhang. | 80000 400 × 200          | Typ: End-(Wall-)Moräne Art: Moräne                                                     | kein Aufschluss                | bedeutend          | Naturdenkmal                                             |           |
| Lechufer E von Kinsau                               |                | 181R009   | Apfeldorf Position          | Isar-Loisach-Jungmoränenregion | Der Prallhang des Lechs ist in weiten Teilen schwer zugänglich. Vor allem an Rutschhängen sind verschiedene quartäre Schotter und Moränen aufgeschlossen. Den unteren Teil des Hanges bilden Mergel der Oberen Süßwassermolasse, wie als Wasserstauer fungieren. Oberhalb der Mergel treten zahlreiche Quellen aus, unterhalb derer sich teilweise Kalktuff abgeschieden hat. | 50000 1000 × 50          | Typ: Prallhang, Schichtfolge Art: Moräne, Mergelstein                                  | Prallhang/Flussbett/Bachprofil | bedeutend          | Naturschutzgebiet, Naturdenkmal, Landschaftsschutzgebiet |           |
| Kalktuffwall in der 'Teufelsküche' S von Landesberg | Weitere Bilder | 181R010   | Landsberg am Lech Position  | Iller-Lech-Region              | Quellaustritte an der Grenze Deckenschotter zur Oberen Süßwassermolasse haben zur Abscheidung eines bis 5 m mächtigen Kalktuff-Walls geführt. Kleinere Hangrutsche sind durch Kalktuff fixiert. In der Umgebung finden sich weitere kleinere Kalktuff-Wälle und einzelne Aufschlüsse an Hangrutschen.                                                                         | 250 25 × 10              | Typ: Sinterbildung, Schichtquelle Art: Kalktuff, Mergelstein                           | kein Aufschluss                | bedeutend          | Landschaftsschutzgebiet, Vogelschutzgebiet               |           |
| Hangrutsch am Lechufer SW von Reichling             |                | 181R011   | Reichling Position          | Iller-Lech-Region              | Der Hangrutsch bietet auf etwa 100 m Breite und 30 m Höhe einen grandiosen Aufschluss, der kaum aus der Nähe zugänglich ist. Die Rutschung steht im Zusammenhang mit dem Prallhang der Lechschleife. In der Nachbarschaft finden sich noch zahlreiche ältere, inaktive Rutschungen und auch Aufschlüsse von Oberer Süßwassermolasse.                                          | 20000 200 × 100          | Typ: Rutschung, Schichtfolge Art: Moräne, Schotter                                     | Prallhang/Flussbett/Bachprofil | wertvoll           | Landschaftsschutzgebiet, FFH-Gebiet, Vogelschutzgebiet   |           |
| Lech-Prallhang bei Kaufering                        |                | 181R012   | Kaufering Position          | Iller-Lech-Region              | Am Prallhang ist die Grenze Obere Süßwassermolasse / Hochterrassenschotter aufgeschlossen. Der Aufschluss ist je nach Wasserstand nur schwer zugänglich. | 5000 250 × 20            | Typ: Prallhang, Schichtfolge Art: Schotter, Mergelstein                                | Prallhang/Flussbett/Bachprofil | bedeutend          | Landschaftsschutzgebiet, FFH-Gebiet                      |           |
| Oberer Riedberg W von Stoffersberg                  |                | 181R013   | Igling Position             | Iller-Lech-Region              | Die stratigraphische Stellung des Stoffersbergs ist noch nicht gesichert (Donau-Zeit oder Biber-Zeit). Auf der Kuppe findet man verwachsene Abbaue. Wichtiger Aufschluss klassischer Pleistozänforschung. | 60000 600 × 100          | Typ: Inselberg/Zeugenberg, Schichtfolge Art: Schotter                                  | kein Aufschluss                | wertvoll           | kein Schutzgebiet                                        |           |
| Terrassentreppe S von Apfeldorf                     | weitere Bilder | 181R014   | Apfeldorf Position          | Iller-Lech-Region              | Südlich von Apfeldorf ist eine beispielhafte Terrassentreppe des Lechs zu bestaunen. Mehrere würmeiszeitliche und holozäne Terrassen unterschiedlicher Höhe und Breite folgen übereinander. Aus der obersten Terrassenebene ragen die würmzeitlichen Moränenwälle. | 800000 1000 × 800        | Typ: Terrasse, Prallhang, End-(Wall-)Moräne Art: Kies, Moräne                          | kein Aufschluss                | wertvoll           | kein Schutzgebiet                                        |           |
| Steinerne Rinne S von Kaufering                     | weitere Bilder | 181R015   | Kaufering Position          | Iller-Lech-Region              | An der Terrassenstufe südlich und westlich von St. Leonhard treten zwei kleine Quellen aus, unterhalb derer sich Kalktuff abscheidet. Es haben sich kleine Steinerne Rinnen gebildet. Interessant ist, dass sich die Rinnen teilweise auch unterhalb der Terrassenstufe, parallel zu deren Verlauf, in der Ebene fortsetzen.                                                  | 100 100 × 1              | Typ: Steinerne Rinne Art: Kalktuff                                                     | kein Aufschluss                | bedeutend          | Naturdenkmal, Landschaftsschutzgebiet, FFH-Gebiet        |           |